# Аномальные звуковые явления в природе
Звуковые аномалии, гул (англ. The Hum) — обобщённое название для ряда аномальных явлений, постоянный или периодичный низкочастотный стационарный шум, различимый не всеми людьми. Эти аномалии были описаны в различных местах мира. Название конкретной аномалии часто определяется местностью. Например, «Таосский гул».
Обычно шумы описываются свидетелями как звук от дизельного двигателя, работающего вхолостую. Как правило, их не удается записать при помощи микрофона и точно установить источник.
В некоторых случаях источник странного звука был установлен; например, шум на острове Гавайи был связан с вулканической деятельностью, гул был слышен за десятки километров.

## «Таосский гул»
Многие годы жители города Таоса (юго-запад США, штат Нью-Мексико) слышат доносящийся из пустыни низкочастотный шум (гул) неизвестного происхождения. Гул похож на движение тяжелой техники по магистрали, хотя никаких крупных дорог в районе городка нет.
Особенность феномена в том, что его слышат только местные жители и крайне редко — приезжие. Учёным, исследовавшим его, удалось записать этот гул на пленку и оценить его частоту (60 Гц), однако найти источник гула не удалось. Они лишь предположили, что причиной его возникновения могут быть ЛЭП, проходящие возле посёлка.
«Таосский гул» был показан в тв-шоу Unsolved Mysteries, по версии LiveScience занял десятое место в рейтинге «десятка необъяснимых явлений».

## «Гул Бристоля»
В Великобритании самый известный пример так называемого «Бристольского гула» описывался в газетах в конце 1970-х годов. Одна из газет обратилась к читателям с заголовком: «Вы слышали Гул?». Почти 800 человек подтвердили, что они его слышали.

## «Звуки апокалипсиса»
«Звуки апокалипсиса», также «Скрип Земли», «Стон Земли», «Гул Земли», «Шум Земли» — термин, обозначающий разновидность звуковой аномалии, зафиксированной в разных точках Земли. В отличие от других подобных явлений, его хорошо записывает аудиоаппаратура и слышит большинство людей.
Впервые «Скрип» зафиксирован летом 2011 года[где?]. Учёные по-разному пытаются объяснить данный феномен. Некоторые ссылаются на психологические факторы, например, сайт «Новости России» утверждает, что такую версию выдвигает психолог из Чикагского университета Нил Джонсон. Другие на звуковые галлюцинации или же не совсем верную оценку звуковых явлений.
По мнению председателя Международного комитета по глобальным изменениям геологической и окружающей среды (GEOCHANGE, Мюнхен) совместно с (Глобальной сетью прогнозирования землетрясений, Лондон), профессора Эльчина Халилова, источником столь мощных проявлений акустико-гравитационных волн должны являться очень крупномасштабные энергетические процессы. К числу таких процессов могут быть отнесены мощные солнечные вспышки и порождаемые ими потоки гигантской энергии, устремляющиеся к поверхности Земли и дестабилизирующие магнитосферу, ионосферу и верхнюю часть атмосферы.

### «Виндзорский гул»
В Канаде, в городке Виндзор (Онтарио), регулярно (3-4 ночи в неделю, максимум пришёлся на лето 2011 года) наблюдается ясно различимый гул (про который свидетели говорили «то ли слышишь, то ли чувствуешь»). Подозревается, что источником этого может быть работа системы HAARP. Правительство заинтересовалось феноменом и высылало специалистов для соответствующих измерений. В апреле 2020 года доменные печи сталелитейного завода были отключены после чего поступление сообщений о гуле прекратились.

### «Оклендский гул»
15 ноября 2006 года доктор Том Мойр из университета Massey в Окленде сделал запись «Оклендского гула» и опубликовал его на сайте университета.

### Другие
В 2021 году из немецких городов Франкфурт и Дармштадт поступали сообщения о гулах.  Некоторое время спустя в Дармштадте были выявлены источники шума: два неисправных кондиционера, неисправный тепловой насос и три конструктивных средства защиты от шума на электростанциях.
В 2022 году в округе Сент-Луис, штат Миссури был зарегистрирован гул.
В 2023 году сообщалось о гуле в городе Ома, Северная Ирландия.

## Возможные объяснения
Были выдвинуты некоторые возможные объяснения для странных шумов:
В 2009 году глава аудиологии из Кембриджской больницы, доктор Дэвид Багли, заявил, что, по его оценкам, примерно в трети случаев можно обнаружить какой-либо природный источник. В остальных случаях свидетели просто слишком пристально обращают внимание на «безобидные» фоновые звуки.

### Звон в ушах
Звон, порождённый нервной системой без внешних источников. Данная теория не в состоянии объяснить, почему аномалии можно услышать только в определённых местах на Земле, а также то, что они хорошо записываются аудиоаппаратурой. Также у жителей той местности, где фиксируется гул, могут существовать индивидуальный порог распознавания низких частот или другие индивидуальные особенности, благодаря которым только они могут его услышать.

### Спонтанные отоакустические эмиссии
Человеческие уши создают свой собственный шум, называемый спонтанной отоакустической эмиссией, который могут различить около 30 % людей. Эмиссия ощущается как тихий звон или жужжание, наиболее хорошо она различима в полной тишине, однако большинство людей её не замечают.

### Океанские волны
Исследователи из Earthscope USArray обнаружили серию инфразвуковых шумов, возникающих от столкновения двух океанских волн. В принципе, возникающий звук может распространяться по всему земному шару.

## В кинематографе
- Эпизод «Drive» научно-фантастического сериала «Секретные материалы».
- Эпизод 298 (21x13) «Неоднозначные сигналы» (Mixed Signals) из процедурно-драматического сериала «Мыслить как преступник».